# Tim Walmer
Timothy „Tim“ Walmer (* 18. Juni 1960 in Manhattan Beach, Kalifornien) ist ein ehemaliger US-amerikanischer Beachvolleyballspieler. 

## Karriere
Der im Los Angeles County aufgewachsene Sportler startete 1978 mit Kevin Cleary zum ersten Mal bei zwei Turnieren der Park und Recreation (P&R) Beachserie und belegte den siebten und den neunten Rang. Ein Jahr später als Neunzehnjähriger verdiente er sich das AAA rating der California Beach Volleyball Association. Dies war zu jenem Zeitpunkt die höchstmögliche Einstufung in der Sportart. 1981 gewannen die beiden Kalifornier in Santa Cruz ihr erstes Event der Serie. Kurze Zeit später siegte Walmer mit Gary Hooper am Lake Tahoe zum zweiten Mal. In den folgenden beiden Spielzeiten gelangen weitere Endspielteilnahmen mit Mike Dodd in Manhattan Beach und mit Jay Hanseth bei den Marine Street Open. Parallel dazu war der Zuspieler und Abwehrspezialist als Freshman, Sophomore und Junior an der San Diego State University und als Senior an der Long Beach State im Hallenvolleyball aktiv. In dieser Saison wurde er vom Volleyballmagazin als All American ausgezeichnet. 1984 startete er zum ersten Mal bei der Association of Volleyball Professionals. Sein Standardpartner aus früheren Jahren Kevin Cleary war zunächst hauptsächlich an seiner Seite. Seine ersten Podiumplatzierungen bei der AVP Tour gelangen ihm jedoch 1984 mit Dodd und 1986 mit Al Janc sowie Tim Hovland jeweils als Dritter und eine Spielzeit später mit Scott Ayakatubby als Zweiter. Mit Janc startete er 1987 ein letztes Mal bei der P&R Serie und gewann mit ihrm die Open in Miami. In der Folge wurde der in San Diego aufgewachsene Athlet sein neuer Standardpartner, mit dem er 1990 auf Enoshima bei der internationalen Beachserie antrat und gleich mit Silber belohnt wurde. Ebenfalls in Japan gelang den beiden eine Saison später ihr erster und einziger Erfolg bei der World Tour. In Yokohama besiegten sie im Finale André Lima und Guilherme Marques. Zwischenzeitlich war Walmer mit Dan Vrebalovich in Australien im Einsatz und gewann mit ihm 1990 und 1991 die Hamilton Island International Open. Seinen Medaillensatz bei der FIVB vervollständigte er 1992 an der Seite von Scott Friederichsen in Lignano. Mit ihm erkämpfte er ein Jahr später wieder bei der amerikanischen Beachtour auf Hawaii ebenso eine Top Sechs Platzierung wie in Belmar mit Vrebalovich und in Fort Myers mit Bruk Vandeweghe, mit dem er 1994 am selben Ort im Halbfinale stand. 1995 gehörte Timothy Walmer mit John Brajevic in Boston ein letztes Mal zu den besten sechs Duos, bevor er nach zwei weiteren Wettkämpfen an der Seite von Mark Kerins seine aktive Karriere beendete.

## Auszeichnungen
- 1983: Volleyball Magazine Honorable Mention All-American[2]

## Persönliches
Der Sportler besuchte die Mira Costa High School in Manhattan Beach und 1980 das El Camino Jr. College. An der Cal State Long Beach erhielt er seine Zulassung als Lehrer. Nach seinem Studium arbeitete er als Assistenztrainer an der Loyola Marymount University und an der Loyola High School. Ein zweites Standbein neben seiner Volleyballkarriere ist seine Tätigkeit als Sonderpädagoge, die er in Kindergärten und Schulen bis einschließlich zur sechsten Klasse ausübt. Seit 2013 ist er Junior High Director und Rover Coach an der MB Surf. Als Cheftrainer betreut er Kinder- und Jugendteams. Er ist verheiratet mit Megan Walmer. Das Ehepaar hat zwei Söhne: Jack und seinen jüngeren Bruder Jason. Beide besuchten die gleiche High School wie ihr Vater und beide waren (Jack) bzw. sind (Jason) im ersten Studienjahr Zuspieler wie der Vater. Jack pritschte 2022 als Redshirt Freshman für die Rainbwo Warriors auf Hawaii, während Jason aktuell (Stand: Mai 2025) für die Gauchos in Santa Barbara auf Punktejagd geht.